# Selmer Company
Die Selmer Company wurde zu Anfang des 20. Jahrhunderts in Paris gegründet und stellte Musikinstrumente her. Selmer war bekannt für hochwertige Holzblasinstrumente, insbesondere Saxophone und Klarinetten. Zahlreiche bekannte Jazzmusiker wie John Coltrane, Benny Goodman, Coleman Hawkins, Louis Armstrong und Harry James bevorzugten Instrumente der Marke Selmer.
Selmer Industries, die Dachgesellschaft der Selmer Company, übernahm 1995 das Unternehmen Steinway Musical Properties, die Dachgesellschaft des Klavierherstellers Steinway & Sons, und änderte ihren Namen in Steinway Musical Instruments. 2003 fusionierte Steinway die Selmer Company mit einem anderen Tochterunternehmen, dem Blechblasinstrumentenhersteller C.G. Conn, zu Conn-Selmer, Inc.

## Geschichte
Gegen Ende des 19. Jahrhunderts absolvierten die Brüder Alexandre und Henri Selmer ihr Studium der Klarinette am Conservatoire de Paris. Zu dieser Zeit wurden Musikinstrumente und Zubehör in der Regel per Hand angefertigt. Berufsmusiker kamen nicht umhin zu lernen, wie man nötiges Zubehör anfertigt und seine Instrumente selbst repariert oder verändert. Um 1900 hatte Henri sich einen guten Ruf für seine Rohrblätter und Mundstücke erworben und eröffnete in Paris ein Geschäft mit Reparaturwerkstatt. Bald erweiterte er sein Geschäftsfeld auf die Fertigung von Klarinetten.
Unterdessen war Alexandre in die USA ausgewandert, wo er zwischen 1895 und 1910 als erster Soloklarinettist beim Boston Symphony Orchestra, dem Cincinnati Symphony Orchestra und schließlich dem New York Philharmonic Orchestra tätig war. Bald nachdem Henri begonnen hatte, Klarinetten zu bauen, eröffnete auch Alexandre ein Geschäft in New York City, wo er von seinem Bruder produzierte Instrumente und Zubehör verkaufte. Im Jahr 1904 wurden die Selmer-Klarinetten auf der Weltausstellung in St. Louis mit einer Goldmedaille ausgezeichnet, wovon sowohl das Image der Firma als auch der Absatz ihrer Produkte profitierten.
Nach dem Ersten Weltkrieg kehrte Alexandre 1918 nach Paris zurück, um sich in das Familienunternehmen einzubringen, und überließ die Wahrung seiner Interessen in den USA einem Angestellten namens George Bundy. Dieser erweiterte die Vertriebs- und Einzelhandelskomponente des Unternehmens und dehnte das Sortiment auf Instrumente anderer Hersteller wie etwa der Vincent Bach Corporation, Martin und Ludwig-Musser aus.
Bald darauf entschloss sich Bundy dazu, Flöten zu produzieren. Als Konstrukteur stellte er George W. Haynes ein, der einer bekannten Familie von Flötenbauern entstammte. Für eine kurze Zeit verlegte Selmer die Fertigung der Flöten nach Boston, wo mehrere renommierte Flötenhersteller ansässig waren, um von dem dortigen Angebot an qualifizierten Fachkräften zu profitieren. Außerdem stellte Bundy den jungen deutschen Kunsthandwerker Kurt Gemeinhardt ein, der ebenfalls bei der Entwicklung der Selmer-Flöte mitwirkte.
Zu Beginn der 1920er Jahre empfand Bundy die Gegebenheiten in New York als zu eingeschränkt für sein wachsendes Unternehmen und verlegte die Produktionseinrichtungen nach Elkhart in Indiana. Dort waren bereits mehrere andere Instrumentenhersteller ansässig, so dass man auf gut ausgebildete Fachkräfte zurückgreifen konnte. Das Gebäude in New York diente noch bis 1951 als Groß- und Einzelhandlung.
Im Jahr 1927 oder 1928 – die Quellen sind sich uneins – erwarb Bundy die amerikanischen Unternehmensteile von den Gebrüdern Selmer und nannte sie fortan „Selmer U.S.A.“. Obgleich sie nunmehr rein rechtlich selbstständige Unternehmen waren, behielten Henri Selmer Co. Paris und Selmer U.S.A. jeweils die exklusiven Vertriebsrechte der Produkte des anderen. Das französische Unternehmen konzentrierte sich auf hochwertige und entsprechend teure Instrumente für professionelle Musiker, während das amerikanische Unternehmen hauptsächlich preisgünstigere Modelle für Schüler und Amateure in Großserie fertigte. In Amerika benutzte man ab 1941 zunehmend den Markennamen Bundy.
Im Laufe der 1940er Jahre hielten Kunststoffe nach und nach auch in die noch relativ überschaubare Instrumenten-Branche Einzug. 1948 konstruierte Selmer U.S.A. eine kommerziell erfolgreiche Klarinette aus Kunststoff-Spritzguss unter der Modellbezeichnung "Bundy Resonite 1400". Im Zweiten Weltkrieg kam die Produktion und der Import aus Frankreich zum Erliegen, und von 1944 bis zum Frühjahr 1946 wurde in den Werken von Selmer U.S.A. im Rahmen der Kriegsproduktion fast ausschließlich Verpackungsmaterial für den Übersee-Export hergestellt.
Der Babyboom und eine Zunahme der schulischen Musikerziehung führten in den 1960er und 1970er Jahren zu einem starken Wachstum bei den Blas- und Orchesterinstrumenten. Selmer profitierte davon und begann, andere Instrumentenhersteller zu übernehmen wie etwa Vincent Bach (Blechblasinstrumente) im Jahr 1961, Glasel String Instrument Service (Geigen), den Schlagzeughersteller Ludwig-Musser und die Lesher Woodwind Company (Oboen und Fagotte) im Jahr 1967.

### Selmer UK
Ein halb unabhängiger Zweig von Selmer für Großbritannien wurde 1928 unter der Führung der Gebrüder Ben und Lew Davis gegründet. Den Schwerpunkt ihres Geschäfts bildete nicht die Produktion, sondern Lizenzvergabe, Import und Vertrieb. Bis 1939 entwickelte sich Selmer UK zum größten Unternehmen der britischen Musikinstrumenten-Branche.
1935 begann Selmer UK mit der Produktion von Beschallungsanlagen der Marke Selmer. 1946 erweiterten sie ihre Produktionskapazitäten durch die Übernahme eines anderen Verstärkerherstellers namens RSA. 1951 begannen sie mit der Herstellung elektronischer Orgeln und 1955 erwarben sie die alleinigen Lizenzrechte an der Fertigung von Orgeln der Marke Lowrey und Leslie Lautsprecher-Kabinetts in Großbritannien. Darüber hinaus war Selmer U.K. von Anfang der 1950er bis in die frühen 1970er Jahre hinein der wichtigste Importeur und Vertrieb von Gitarren der damals sehr bekannten deutschen Marke Höfner in Großbritannien. 1967 fertigte Höfner eigens eine kleine Palette semi-akustischer und akustischer Gitarren für Selmer U.K. Sie trugen das Selmer-Logo, und die meisten hatten einen charakteristischen Selmer-Saitenhalter in Form einer Lyra. Die Modellbezeichnungen dieser Gitarren lauteten Astra, Emperor, Diplomat, Triumph und Arizona Jumbo.
Als in den 1950er Jahren zunächst die Skiffle-Musik und schließlich der Rock and Roll immer beliebter wurden, begann Selmer UK mit der Fertigung von Gitarren- und Bassverstärkern. Trotz der scheinbaren Marktdominanz landete Selmer damit jedoch in den frühen 1960er Jahren weit abgeschlagen auf dem zweiten Platz, weil die Shadows und die Beatles der Marke Vox den Vorzug gaben. Das Management von Selmer reagierte darauf mit einigen oberflächlichen Versuchen, aufstrebende Popmusiker als Werbeträger zu gewinnen, entfernte sich jedoch Mitte der 60er zunehmend von den Entwicklungen in der Popkultur – man sah seine Rolle eher darin, „echte“ oder etablierte Berufsmusiker zu unterstützen statt die Epigonen der Pop-Branche. Das erwies sich im Nachhinein als der Anfang vom Ende für Selmer UK.
In den frühen 1970er Jahren wurde Selmer UK von Chicago Musical Instruments übernommen, dem damaligen Mutterunternehmen von Gibson, deren Gitarren Selmer in Großbritannien vertrieb. Zu dieser Zeit war Marshall der unangefochtene Marktführer bei den Gitarrenverstärkern, während sich bei Selmer die unprofitable Produktion zum Fass ohne Boden entwickelte. Die Selmer-Röhrenverstärker der Modellreihen Treble und Bass wirkten zu dieser Zeit wie altmodische Relikte aus den 1950er Jahren. Man verlegte dann die Produktion auf das Land nach Essex in eine ausgediente Fabrik für Pinsel und Kokosmatten der Music and Plastic Industries. Der Umzug wurde zum Desaster, da er mit einer wenig geglückten Überarbeitung der Selmer-Lautsprecherkabinetts und der Einführung einer Palette schlecht konstruierter Transistorverstärker einherging.
Nach mehreren wechselnden Eigentümern landete Selmer schließlich wieder im Besitz von Gibson, diesmal jedoch nicht unmittelbar, sondern über eine Holding namens Norlin Music USA. Im Rahmen einer Marketing-Initiative gestattete es die Geschäftsleitung den Vertriebsfirmen, Gibson-Instrumente kurzfristig zu Vorführzwecken zu verleihen. Dabei wurden viele sehr teure Instrumente wahllos an beliebige Musiker Bands verliehen, benutzt oder sogar beschädigt, und gingen dann unverkauft an das britische Lager zurück. Dort versuchte man, sie trotz der begrenzten Möglichkeiten vor Ort wieder instand zu setzen, denn die Vertriebsvereinbarung mit der Zentrale in Kalamazoo, Michigan sah nicht vor, defekte Posten zurückzunehmen. 1977 lagerten zeitweilig über 1000 beschädigte, zerstörte oder zerlegte Gibson-Gitarren in einem unbeheizten Lagerhaus in Braintree, Essex.
Die Fabrik in Braintree begann außerdem, Lowrey-Keyboards aus Bausätzen der Fertigungszentrale von CMI in Chicago zu montieren. Diese Instrumente waren technisch sehr fortschrittlich, aber sehr schlecht verarbeitet im Vergleich mit den ersten japanischen Keyboards, die zu dieser Zeit nach Europa importiert wurden. Um zusätzliche Einnahmen zu erzielen, vermarktete das Unternehmen eine preisgünstige, aus Italien importierte Orgel als Selmer-Produkt in großen Stückzahlen per Versandhandel. Wieder kam es zu zahlreichen Rücksendungen, diesmal infolge von Transportschäden. Das Management entschied sich dann zwar für ein Wechsel des Markennamens und firmierte fortan als Norlin Music (UK), kümmerte sich jedoch nicht um die wirklich dringenden Probleme, sondern war in erster Linie bemüht, die Kosten zu senken. 1976 begann Norlin Music Inc. infolge des wachsenden Schuldenbergs, Selmer UK Stück für Stück zu liquidieren, bis nur noch eine Reparaturzentrale für die Lowrey-Orgeln mit einem einzigen Angestellten übrig blieb. Auch diese schloss dann Anfang der 1980er Jahre ihre Pforten.
Obgleich sie in den USA vergleichsweise unbekannt sind, entwickeln sich Selmer Gitarrenverstärker aus den frühen 1960er Jahren bei Fans von Röhrenverstärkern nach und nach zu Sammlerstücken.

### Selmer-Gitarren
1931 tat sich Selmer mit dem italienischen Gitarristen und Gitarrenbauer Mario Maccaferri zusammen, um eine Palette verschiedener Gitarrentypen (das Modell „Orchestre“, eine Konzertgitarre, darüber hinaus auch Hawaii- und Tenorgitarren) zu fertigen, die auf der spezifischen Konstruktion des Italieners basierten. Maccaferris Partnerschaft mit Selmer endete bereits 1933, doch Selmer baute bis 1952 das Modell N° 807, das auch von Django Reinhardt gespielt wurde.
Grundsätzlich kann man, was das Modell „Orchestre“ angeht, zwischen den Maccaferri-Modellen (1932–33) und Nach-Maccaferri-Gitarren (ab 1934) unterscheiden. Erstere hatten ein D-Schallloch ("grande bouche"), eine Mensur von 640 mm sowie einen internen Resonator zur Klangverstärkung. Der Korpus der Maccaferri-Modelle begann beim 12. Bund. Bei den Selmer-Gitarren, wie sie nach dem Weggang von Mario Maccaferri gefertigt wurden, wurde der interne Resonator aufgegeben, da er bei Stahlsaiten-Gitarren keine wesentliche Verbesserung des Klangs brachte. Das Schallloch der "Nach-Maccaferri"-Gitarren war nunmehr oval ("petite bouche"); die Mensur betrug nun 670 mm, der Korpus begann am 14. Bund.
Eine Selmer-Gitarre liegt sehr gut ausbalanciert am Körper und in den Händen des Musikers, ein Cutaway (Ausschnitt im Korpus zur besseren Erreichbarkeit der oberen Bünde) wurde sofort Bestandteil der Konstruktion. Durch eine besondere Konstruktion des Klangkörpers ist die Gitarre sehr laut, daher erwies sie sich für den Jazz als ideal. Je nach Schallloch unterscheidet man zwischen der D-Hole, die in erster Linie von Rhythmusgitarristen verwendet wird, und der Oval-Hole, die von Rhythmus- sowie Leadgitarristen eingesetzt werden kann. Daneben wurde auch das Übergangsmodell "bouche ovale"  bzw. eine Tenorgitarre mit rundem Schallloch ("Eddie Freeman Special") gefertigt. Ihre Klangcharakteristik entwickelt die Selmer am besten mit silberumsponnenen Kupfer/Stahlsaiten, die der Musiker üblicherweise mit einem Plektrum anschlägt. Dieses ist in der Regel mehrere mm dick und besteht z. B. aus Kunststoff, Knochen, Schildpatt, Holz, verschiedenen Halbedelsteinen und durchaus auch aus Gold.
Eine echte Selmer-Gitarre in gutem Zustand kann u. U. bis zu EUR 30.000,- und darüber kosten. Verschiedene Nachbauten werden in vielen Ländern individuell von Gitarrenbauern gefertigt. Bekannte Namen sind Dupont, Favino, Dunn und Hahl.
Auch die internationalen Konzerne haben die Selmer-Gitarre wiederentdeckt; zu erwähnen wären Saga Gitane, Aria, Richwood, Kirkland u. a.

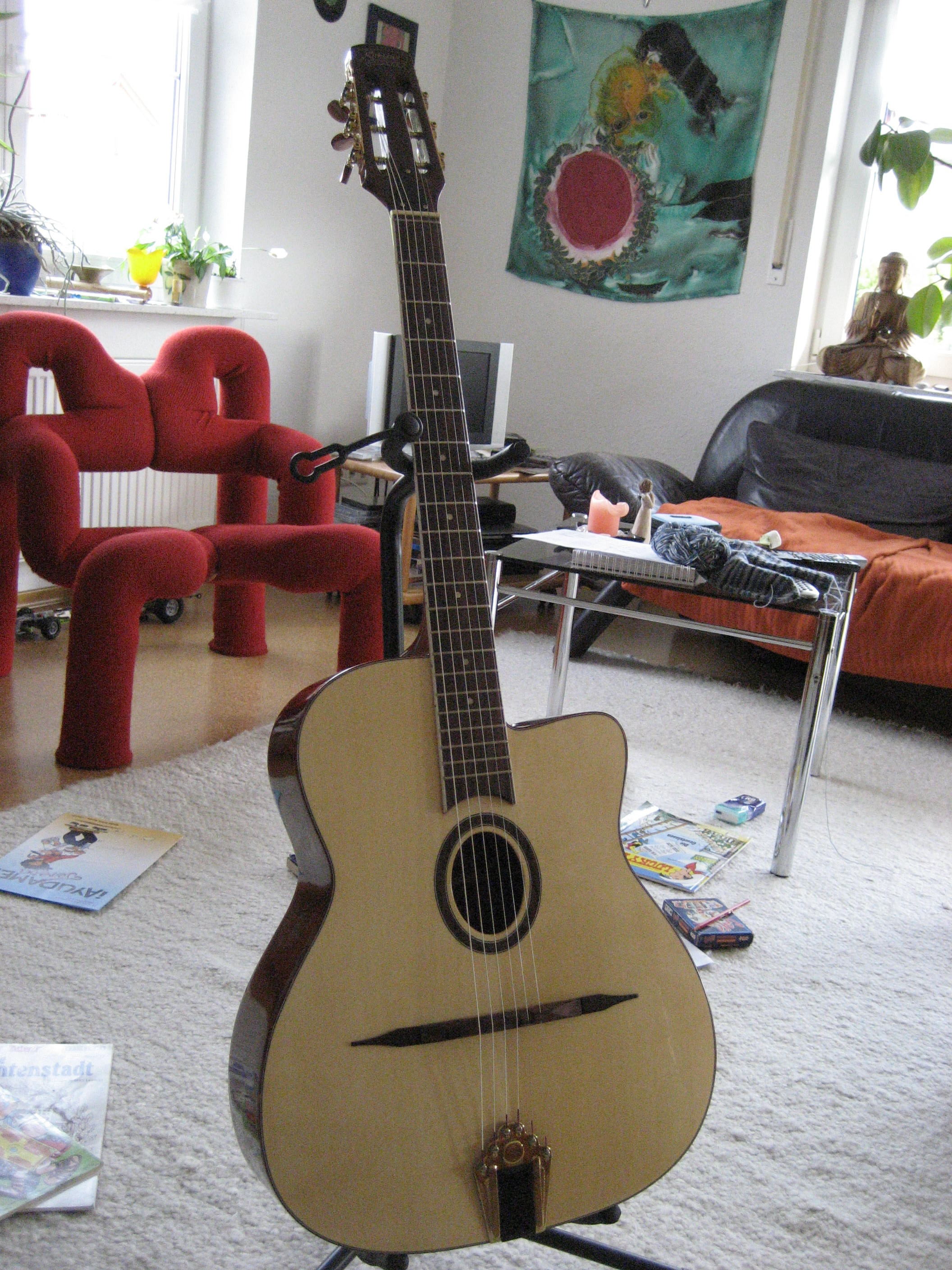
Selmer-Gitarre, Nachbau von Kirkland

## Liste historischer Instrumente der Marke Selmer

### Klarinetten – Paris
- ohne Modellbezeichnung, genannt "Brevete" (vor 1928)
- Radio Improved bzw. RI (ca. 1930)
- Balanced Tone bzw. BT (1930s)
- Metallklarinette ohne Modellbezeichnung (1930er)
- ohne Modellbezeichnung, genannt "Deposé" (1930er, 40er und 50er)
- 55 (1940er)
- Centered Tone (1950er)
- Series 9 (1960er, 70er und 80er)
- Series 9* (1960er)
- Series 10 (1971–?)
- Series 10G (1970er und 80er {auch 90er?})
- Series 10S (1977–80er {auch 90er?})
- Series 10S II (1993–)
- Recital (1984–1990er)
- Odyssée (2002–)
- Signature
- Saint Louis
- Privilège
- Arthéa (2006–)

Anmerkung: Die von Selmer Paris hergestellten Harmonieklarinetten (Klarinetten außer jenen in B- und A-Stimmung) werden hauptsächlich mit der Modellnummer anstatt des Namens bezeichnet, obwohl es beispielsweise RI-Bassklarinetten and Series-9-Alt- und Bassklarinetten gibt.

### Klarinetten – USA
- Bundy (Resonit)-Kunststoff
- Signet

### Flöten
- Querflöten (Selmer Paris) Bundy (Querflöten)
- daneben wurden Flöten der Marke Emerson verkauft

### Gitarren
Selmer-Maccafferi-Gitarren (Selmer style, Gypsy-Jazz-Gitarre, Zigeuner-Gitarre)
Auflage ca. 300 Stück. 1932 auf dem Markt erschienen und von Django Reinhardt entdeckt.

### Oboen
- Lesher
- Selmer
- Bundy
- Signet
- Omega

### Saxophone – Paris
- Modèle 22 (1922–1925)
- Modèle 26 (1926–1929)
- "Cigar Cutter" (1930–1933)
- Radio Improved (1934–1935)
- Balanced Action (1936–1947)

Eines der letzten Mark VI Tenorsaxophone -1975

- Super Action, auch Super Balanced Action (1948–1953)
- Mark VI (1954–1975)
- Mark VII (1974–1980)
- Super Action 80 (1980–1985)
- Super Action 80 Serie II (1985-)
- Super Action 80 Serie III (1994-)
- Reference 54 / Reference 36 (2000-)
- Supreme (2021-)

### Saxophone – USA
- Bundy
- Signet
- Aristocrat

### Trompeten
- Chorus 80
- Chorus 90
- Concept TT
- Invicta
- Radial 66, 75 und 99 (respektive 11.66, 11.75 und 11.99 Bohrung) in Bb, C sowie Eb/D (1968 - 1978)
- Sigma

### Posaunen
- Bolero

## Trivia
1929 übernahm die H. Selmer Company die Werkstatt von Adolphe Sax, dem Erfinder des Saxophons, auf der Rue Myrha im 18. Arrondissement in Paris. Sie wurde erweitert und blieb bis 1981 eine der bedeutendsten Fertigungsstätten von Selmer Paris.